# Mais qui a tué Harry ?
Pour plus de détails, voir Fiche technique et Distribution.

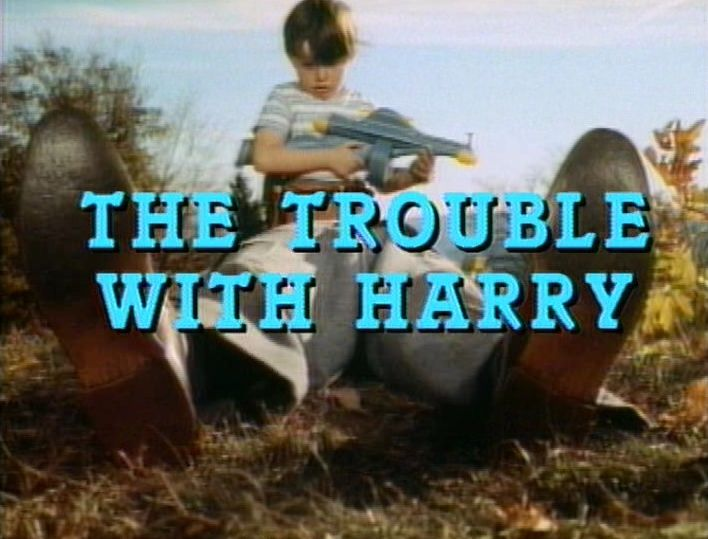
Générique de début

Mais qui a tué Harry ? (The Trouble with Harry) est un film américain d'humour noir réalisé par Alfred Hitchcock, sorti en 1955, adaptation du roman éponyme de Jack Trevor Story.
Un vieux chasseur découvre un homme récemment mort, allongé dans l'herbe dans la colline. Il pense l'avoir tué en tirant un coup de carabine sur un lapin. Mais peu après, un petit garçon arrive aussi sur les lieux et découvre le cadavre. il part alerter sa mère. Plusieurs habitants du village sont les uns après les autres confrontés au défunt. On apprend que l'homme se prénomme Harry. Les problèmes sont de savoir qui est la personne responsable de sa mort et ce qui doit être fait du corps. En tout cas, personne n'est bouleversé par la mort de Harry, dont le corps est enterré et déterré à plusieurs reprises.

## Synopsis
Dans le petit hameau de Highwater, dans le Vermont, le capitaine Wiles, marin retraité, découvre un homme récemment mort, allongé dans l'herbe dans la colline. Il pense l'avoir tué en tirant un coup de carabine sur un lapin. Fouillant son portefeuille, il apprend que l’homme s'appelle Harry Worp et vient de Boston. Alors qu'il s'apprête à l'enterrer discrètement, Arnie Rogers, âgé de 5 ans, arrive à son tour ses lieux. Il part vite alerter sa mère. Puis le vieux médecin local passe près du cadavre sans le voir, suivi d'un vagabond qui s'empare des chaussures du défunt. Arrive ensuite Miss Gravely qui promet au capitaine Wiles que personne ne sera mis au courant de la mort involontairement donnée à Harry. Appelée par Arnie, Jennifer Rogers arrive à son tour sur la colline, mais loin d'être bouleversée, elle éclate de rire en voyant le cadavre et quitte les lieux sans se soucier du corps. On apprendra plus tard que le défunt est son mari qui l'a quittée quelques années auparavant. 
Sam Marlowe, un artiste peintre original, mais ouvert d'esprit sur l'ensemble de l'événement, est prêt à aider ses voisins et ses nouveaux amis de toutes les manières possibles. En tout cas, personne n'est bouleversé par la mort de Harry.
Miss Gravely a invité le capitaine à prendre le thé avec elle. Elle lui révèle que celui-ci est innocent dans la mort de Harry : ce dernier était entré en courant dans sa maison en hurlant et, de peur, lui avait donné un coup de soulier dont le bout était en acier. Harry est donc décédé après un coup du talon de sa botte de randonnée.
Les choses se compliquent quand Jennifer, courtisée par Sam Marlowe, lui révèle qu'elle pense être la meurtrière : elle avait donné un coup de poêle au visage de Harry.
Quelle que soit la personne ayant été à l'origine de la mort de Harry, ils espèrent tous que le corps ne sera pas porté à l'attention des autorités, incarnées par le zèle du shérif adjoint, Calvin Wiggs, froid et sans humour, et qui perçoit une prime à chaque verbalisation ou arrestation. Wiles, Jennifer, Miss Gravely et Sam enterrent le corps puis le déterrent à plusieurs reprises au cours de la journée. Ramenant le cadavre dans la maison de Jennifer, ils cachent le corps dans la baignoire de la salle de bain, au moment même où Calvin Wiggs, ayant trouvé un pastel de Sam représentant le défunt, vient interroger Sam.
Alerté, le médecin local diagnostique une mort naturelle : Harry est mort d'une banale crise cardiaque et aucun acte criminel n'a été commis. Les protagonistes décident alors de replacer le cadavre sur la colline où il a été découvert moins de 24 heures auparavant, afin de le faire apparaître comme s'il venait d'être découvert.
Durant ces événements, Sam et Jennifer sont tombés amoureux et souhaitent se marier, et le capitaine et Miss Gravely sont également devenus un couple. Sam a pu vendre toutes ses peintures à un millionnaire de passage. Ne réclamant pas d'argent pour ses toiles, il demande en paiement des biens ou objets qui feraient plaisir à ses nouveaux amis (des fraises chaque mois pour Arnie, une nouvelle caisse de vendeuse pour Wiggy, un fusil neuf et des cartouches pour Wiles, etc.). Lui-même sollicite la remise d'un lit à deux places pour sa future vie commune avec Jennifer.

## Fiche technique
- Titre : Mais qui a tué Harry ?
- Titre original : The trouble with Harry
- Réalisation : Alfred Hitchcock, assisté de Howard Joslin et de Bernard McEveety (non crédité)
- Scénario : John Michael Hayes, d'après le roman de Jack Trevor Story, The Trouble With Harry, Boardman & Company, Londres, 1949, 192 p.
- Photographie : Robert Burks
- Cadreur : Leonard J. South
- Montage : Alma Macrorie
- Musique : Bernard Herrmann
- Chanson : Flaggin' the train to Tuscaloosa, paroles de Mack David et musique de Raymond Scott
- Direction artistique : Hal Pereira et John Goodman
- Décors : Sam Comer et Emile Kuri
- Costumes : Edith Head
- Maquillage : Wally Westmore
- Son : Harold Lewis et Winston Leverett
- Effets spéciaux : John P. Fulton
- Générique : Saul Steinberg
- Producteurs : Alfred Hitchcock
- Producteur associé : Herbert Coleman
- Sociétés de production : Alfred J. Hitchcock Productions, Inc.
- Sociétés de distribution : Paramount Pictures (1955), Universal Pictures (VHS, DVD, Blu-Ray, TV)
- Budget : 1 200 000 $
- Pays de production : États-Unis
- Langue : anglais
- Format : couleurs (Technicolor) - 1,85:1 - mono (Western Electric Recording) - 35 mm (VistaVision)
- Genre : comédie
- Durée : 99 minutes
- Dates de sortie : 
  - Royaume-Uni : 13 avril 1955
  - États-Unis :
    - 30 septembre 1955 (première à Barre (Vermont))
    - 3 octobre 1955
    - 16 octobre 1955 (première à New York)
    - 17 octobre 1955 (New York)

  - Japon : 26 février 1956
  - France : 14 mars 1956
- Affiches : Boris Grinsson, Jouineau Bourduge (France)

## Distribution
- Edmund Gwenn (VF : Raymond Rognoni) : Albert Wiles (dit « le capitaine »), un marin à la retraite
- John Forsythe (VF : Roland Ménard) : Sam Marlowe, un artiste peintre moderne
- Shirley MacLaine (VF : Nelly Benedetti) : Jennifer Rogers, la mère d'Arnie
- Mildred Natwick (VF : Lita Recio) : Ivy Gravely, une quadragénaire célibataire
- Mildred Dunnock (VF : Marie Francey) : « Wiggie » Wiggs, l'épicière-postière du village
- Jerry Mathers : Arnie Rogers, le petit garçon de Jennifer
- Royal Dano (VF : Jean-Claude Michel) : Calvin Wiggs, le shérif adjoint
- Parker Fennelly : le millionnaire
- Barry Macollum : le clochard
- Dwight Marfield : Dr Greenbow, le médecin inattentif
- Ernest Curt Bach : Ellis, le chauffeur du millionnaire (non crédité)
- Philip Truex : Harry Worp, le mort (non crédité)
- Leslie Woolf : le critique d'art du Musée d'art moderne (non crédité)
- Alfred Hitchcock (caméo) : l'homme qui passe devant l'exposition de Sam (non crédité)

## Galerie de photos

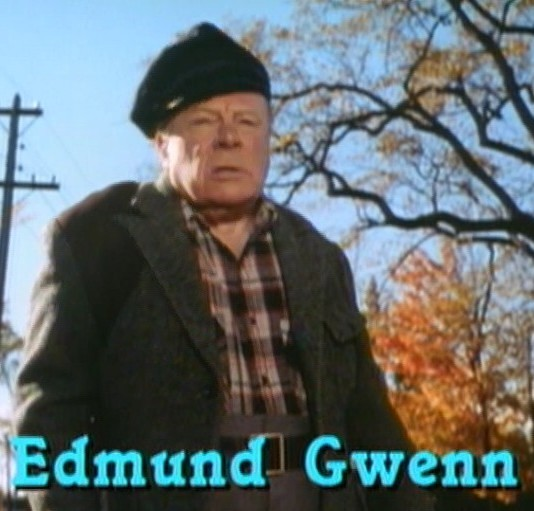
Edmund Gwenn
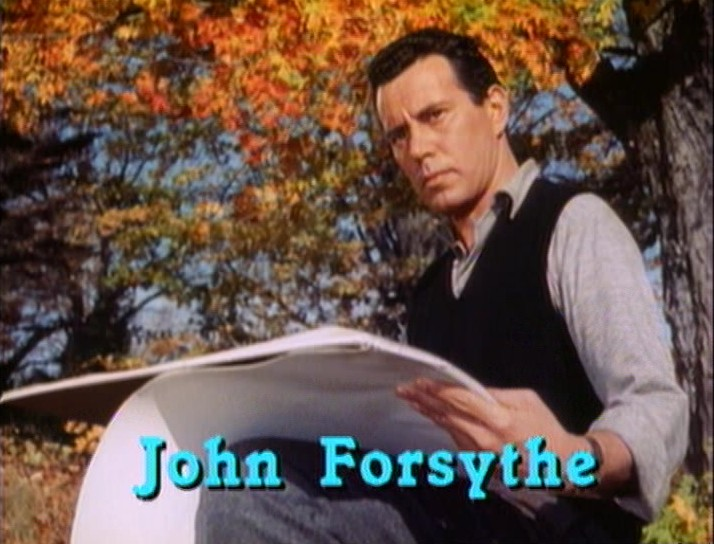
John Forsythe
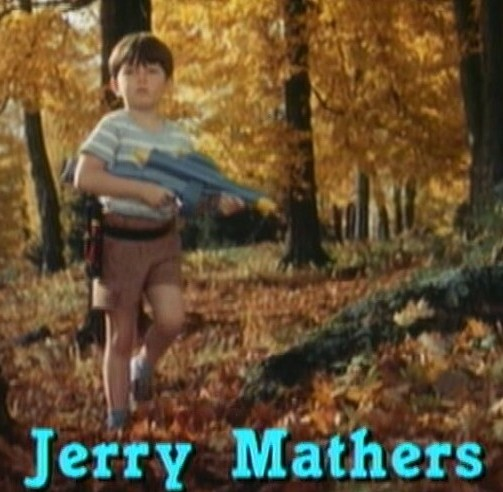
Jerry Mathers
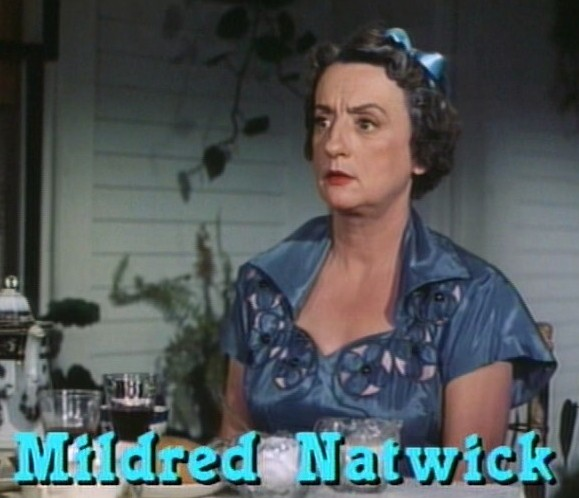
Mildred Natwick
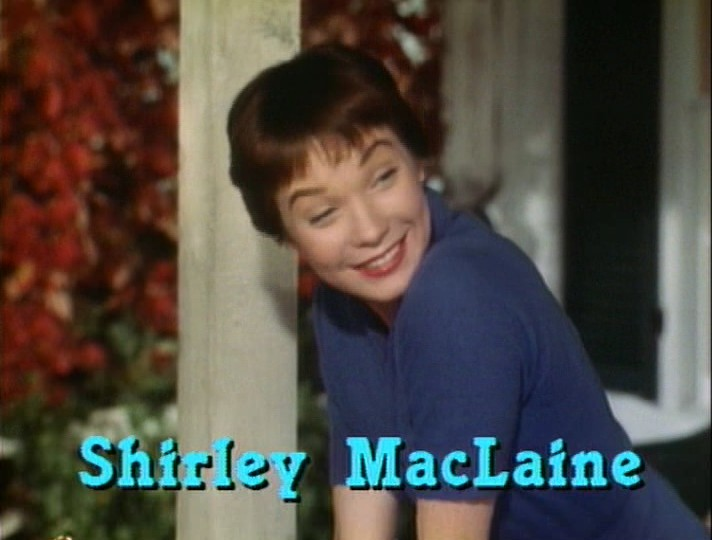
Shirley MacLaine

## À noter
- Caméo : à la vingt-deuxième minute, Alfred Hitchcock passe furtivement derrière la limousine du millionnaire amateur de peintures.
- C'est dans ce film que Shirley MacLaine fait sa première apparition au grand écran, à l'âge de vingt ans.
- Grace Kelly et Brigitte Auber avaient initialement été envisagées pour le rôle finalement tenu par Shirley MacLaine.
- John Forsythe, qui interprète le peintre, reste surtout connu pour son rôle de Blake Carrington dans le feuilleton télévisé Dynastie